# Fly or Die Fly or Die Fly or Die ((World War))
Fly or Die Fly or Die Fly or Die ((World War)) ist das dritte und posthum erschienene Studioalbum der Jazz-Trompeterin Jaimie Branch. Die Aufnahmen fanden vom 25. bis 29. April 2022 im Bemis Center for Contemporary Arts in Omaha, Nebraska statt. Bearbeitungen des Materials, Overdubs und Abmischung fanden vom 18. bis 23. Juli 2022 in den International Anthem Studios in Chicago statt, einen Monat vor Jamie Branchs Tod am 22. August 2022. Die Aufnahmen erschienen am 25. August 2023 auf International Anthem.

## Hintergrund
Im Juli 2022, nur einen Monat vor ihrem Tod, war die Trompeterin Jaimie Branch in Chicago in den International Anthem Studios, um ihrem vierten Album den letzten Schliff zu geben. Es handelte sich um eine Musiksuite, die sie während eines Aufenthalts am Bemis Center for Contemporary Arts in Omaha, Nebraska, komponiert und dann mit ihrem Ensemble Fly or Die aufgenommen hatte, mit Lester St. Louis, Jason Ajemian, Chad Taylor und weiteren Gästen. Zu diesem Zeitpunkt war das Album fast fertig, es mussten nur noch Optimierungen an der Abmischung, die endgültige Wahl der Musiktitel und das Artwork vollständig umgesetzt werden. In den Monaten nach ihrem Tod schlossen sich ihre Familie (angeführt von Schwester Kate Branch), Jason Ajemian, Lester St. Louis und Chad Taylor sowie ihre Mitarbeiter bei IARC zusammen, um Erinnerungen, Texte, E-Mails, Fotos, Kunstwerke und Fragmente von Jaimie Branch zu sammeln. Verpackt in dem Artwork von John Herndon, Damon Locks und Branch selbst ist Fly or Die Fly or Die Fly or Die ((World War)) ihr letztes Album mit ihrem Fly or Die-Quartett.
„Das Album umfasst viele verschiedene Stile, Genres und Ausdrucksformen, aber ganz im Stil von Jaimie“, sagte Jason Ajemian in einem Interview mit Stewart Smith. „Jaimie war schlau, aber sie schreckte auch vor einer Auseinandersetzung nicht zurück. Wenn sie eine Person einen zufälligen rassistischen Ausspruch sagen hörte, hat sie diese darauf aufmerksam gemacht. Das habe ich immer an ihr respektiert und bewundert. Und ich denke, dass das in ihrer Musik zum Ausdruck kommt. Die Leute liebten sie wirklich dafür, für diese Kraft, die sie hatte. Und ich denke, dass dies ein großer Teil ihres Vermächtnisses sein wird.“
Das Album enthält das Cover eines Meat-Puppets-Songs, The Mountain. Das Country-Punk-Original (Comin’ Down, veröffentlicht 1994) wird durch Ajemians Stimme und Streichbass in Roots-Americana verwandelt, so Kitty Empire; Branch spielt Trompete und ist für den Hintergrundgesang verantwortlich. An anderer Stelle sei das Spektrum global: Schlängelnde, äthiopische Bläsertöne wechseln sich mit Titeln ab, die auf Branchs kolumbianische Wurzeln mütterlicherseits hinweisen. Branch wird auch zugeschrieben, dass sie einen Happy Apple spielte, ein Fisher-Price-Spielzeug-Instrument aus den 1970er-Jahren.

## Titelliste
Bis auf die gekennzeichneten Ausnahmen stammen alle Kompositionen von Jaimie Branch.
Seite A
1. Aurora Rising – 1:58
2. Borealis Dancing – 7:01
3. Burning Grey – 9:10
4. The Mountain (Curt Kirkwood) – 4:56
Seite B
5. Baba Louie – 9:07
6. Bolinko Bass – 4:32
7. And Kuma Walks (Jaimie Branch, Lester St. Louis, Jason Ajemian, Chad Taylor) – 1:59
8. Take Over the World – 4:58
9. World War ((Reprise)) – 3:06

## Rezeption

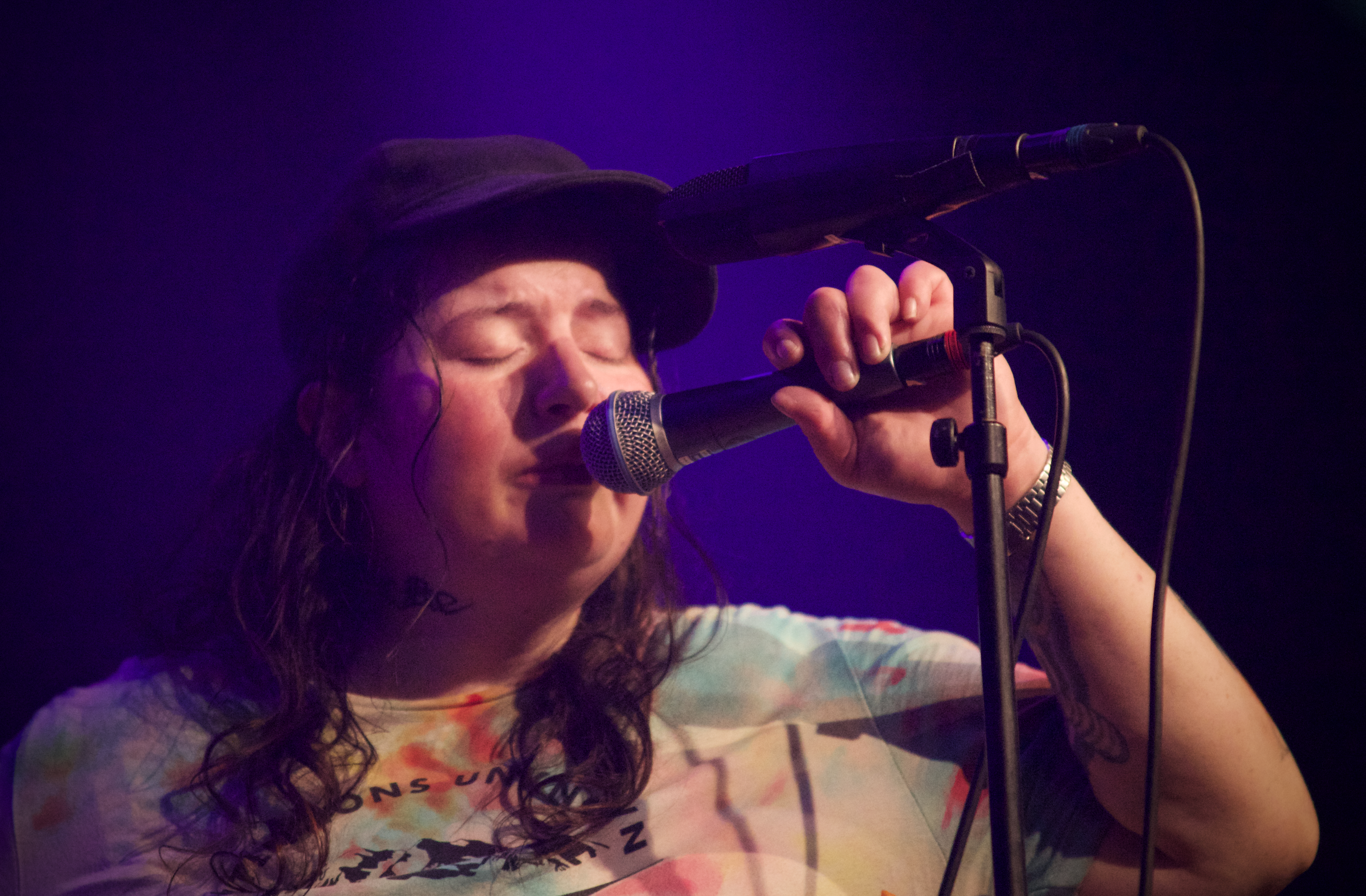
Jaimie Branch im Tivoli Vredenburg Utrecht

Jaimie Branch trage mit der letzten LP von Fly or Die zu einem brillanten Vermächtnis bei, lobte The New York Times. Der Tod von Jaimie Branch im August 2022 sei ein unermesslicher Verlust für die Musikszene gewesen, schrieb Stewart Smith in Daily Bandcamp. Die Trompeterin, Sängerin, Komponistin und Improvisatorin sei eines der größten Talente ihrer Generation gewesen und hatte mit 39 Jahren noch so viel zu geben. Ihre Fähigkeit, Experimente mit Melodie, Groove und einem starken Sinn für soziale Gerechtigkeit zu verbinden, war bemerkenswert und gewann ihre Fans weit über die Jazz-Community hinaus. Ihr letztes Album mit ihrem Ensemble, Fly or Die Fly or Die Fly or Die ((World War)), halte dieses Erbe am Leben.
Das Album würde eine Künstlerin zeigen, die auf ihren besten Ressourcen aufbaue und neue Ideen ausprobiere, schrieb Bill Meyer (Chicago Reader). Die explosive Mischung aus Free-Jazz-Feuer, Punk-Populismus und global inklusiven Rhythmen von Fly or Die sei immer noch intakt. Die Combo hätte auch ihr Spektrum erweitert, indem sie neue Sounds und Stile einbezog. Bei „The Mountain“, einer rustikalen Überarbeitung des Meat-Puppets-Stücks „Comin’ Down“, übergibt Branch das Mikrofon an den Bassisten Jason Ajemian, dessen Folk-orientierter Gesang die Schwankungen des Songs zwischen Apathie und Trotz auf den Punkt bringe. Und das fröhliche „Baba Louie“ gehe fließend von einem feierlichen Latin-Groove in einen sinnlich synchronisierten Abschluss über. Wie schade, dass es hier ende.
Sogar bei ihren D.I.Y.-Momenten schien Branch immer nach etwas Größerem als sich selbst zu greifen, Musikstile zu verbinden und Symphonien nur mit ihrer Trompete, einem Bass, Cello und dem Schlagzeug zu zaubern, schrieb Matt Collar in AllMusic. Das Album sei sowohl ein Höhepunkt dieser kühnen kreativen musikalischen Vision als auch ein verlockender Funke dessen, was hätte sein können.

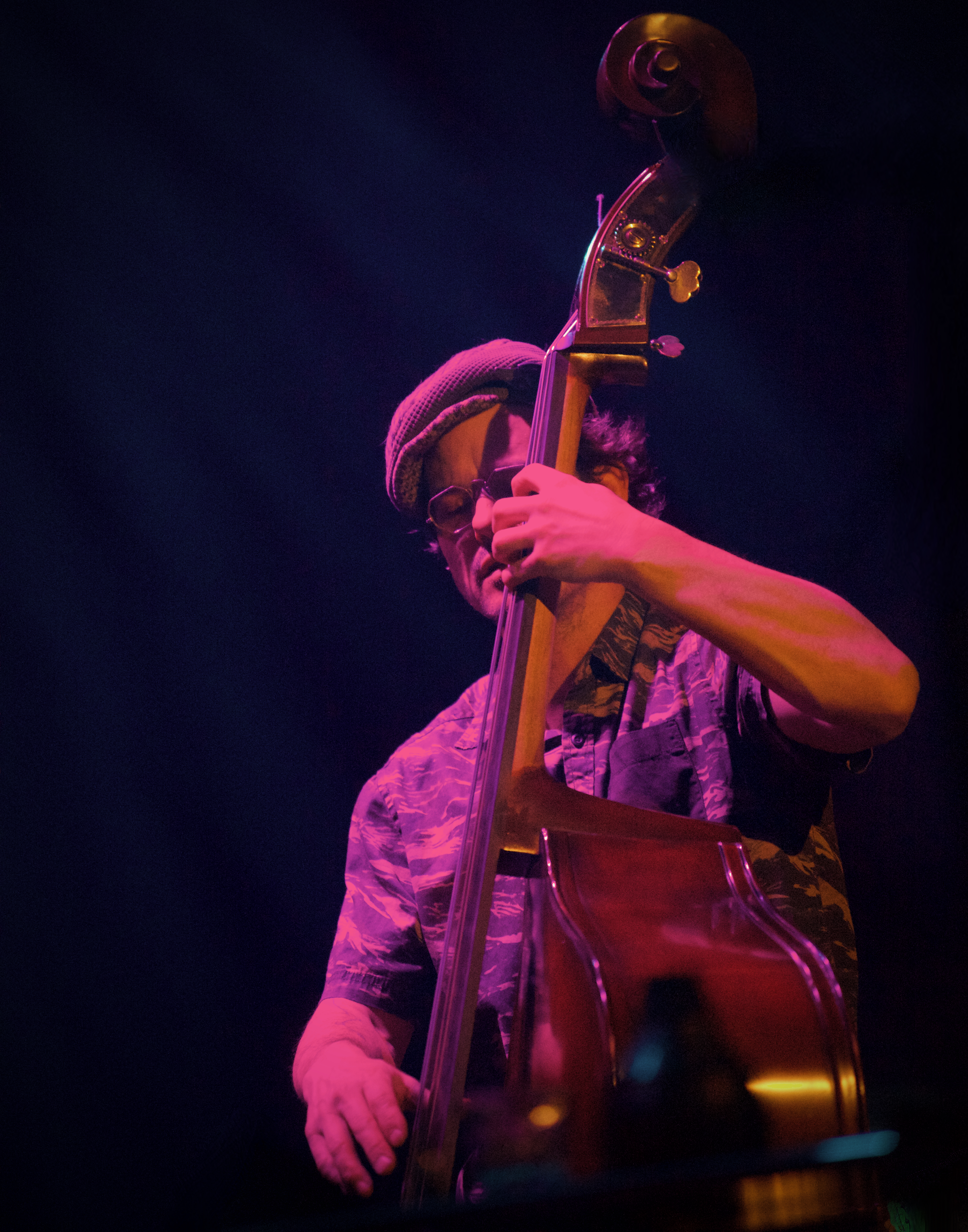
Jason Ajemian mit Jamie Branch im Tivoli Vredenburg Utrecht 2021

Wer als Rock-Fan mit dem Gedanken spiele, sich ein Jazz-Album anzuschaffen, sollte sich für dieses nachgelassene Werk entscheiden, meinte Jürgen Ziemer (Rolling Stone). Wie die drei Vorgänger rolle auch dieses Album enorm druckvoll und muskulös aus den Boxen. Lester St. Louis, Jason Ajemian und Chad Taylor würden sich mit Branch in wilden, aber strukturierten Improvisationen balgen. Ausgelassen wie junge Hunde tobten sie durch Stücke, die oft ruhig beginnen und sich ekstatisch steigern. Branchs leidenschaftlicher Gesang stehe dabei noch mehr im Mittelpunkt.
Es sei eine „schreckliche Verschwendung, dass Branchs Tod das Prisma ist, durch das wir jetzt ihren lebhaften Protest-Rave-Jazz betrachten“, meinte Kitty Empire im Guardian, gespielt mit einem Elan, der einen mitreiße. Viele dieser neun Tracks sind von Punk-Einflüssen durchdrungen, die Annahmen rund um das J-Wort hervorrufen. Branch spiele ihre Trompete, „als würde sie ihre Band in die Schlacht führen – oder, wie ein Rattenfänger, zur Afterparty in New Orleans“. Oft nehme sie das Instrument von den Lippen und schreie und ermahne, juble und singe.
Branchs letztes Album Fly or Die Fly or Die Fly or Die ((World War)) „vermag die Intensität der Liveshows tatsächlich widerzuspiegeln“, urteilte Jan Paersch in Jazz thing: „Da sind die Mbira vom furiosen Drummer Chad Taylor, die sirrenden Synthies von Branch, das trancegleiche Cello von Lester St. Louis, der auch Bassparts übernimmt. Jason Ajemians Kontrabass ist das Fundament, mit ihm arbeitet die Bandleaderin immer als Erstes.“ Branchs Vocals seien so dringlich wie selten und ihr Punkgestus scheine immer durch.
Branchs Trompete klinge wie eine ferne Erinnerung, schrieb Ann Kathrin Mittelstrass im BR2, wo sie Fly or Die Fly or Die Fly or Die ((World War)) als „Album der Woche“ vorstellte. Vor allem bei energiegeladenen Songs wie „Wake over the World“ und „Burning Grey“ sei es schmerzhaft, zu wissen, dass diese Songs nie wieder live aufgeführt werden, Jaimie Branch nie wieder in ihren Baggy-Hosen sowie mit Baseball-Cap oder Wollmütze auf der Bühne stehen werde. „Das neue Album … immerhin bleibt“.
Der Metascore des Albums beträgt 95 von 100 möglichen Punkten, damit liegt es in der Datenbank von Metacritic auf Platz 2 der besten Alben des Jahres 2023.